# 蒂莫西·邓恩
蒂莫西·邓恩（1955年12月18日—）是一位美国富商，石油公司CrownQuest Operating的CEO，也是各种保守主義运动的主要资金支持者。